# Critério de Lawson

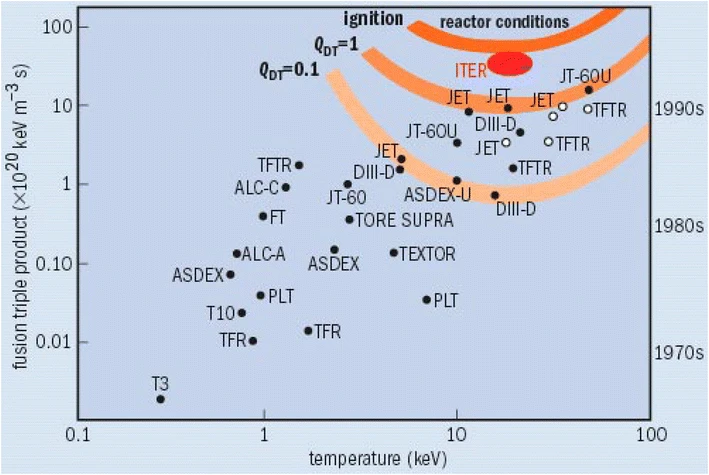
Critério de Lawson de importantes experimentos de fusão de confinamento magnético

Critério de Lawson é uma figura de mérito usada na pesquisa de fusão nuclear. Ele compara a taxa de energia gerada por reações de fusão dentro do combustível de fusão com a taxa de perdas de energia para o meio ambiente. Quando a taxa de produção é maior que a taxa de perda, o sistema produzirá energia líquida. Se uma quantidade suficiente dessa energia for capturada pelo combustível, o sistema se tornará autossustentável e será acionado.
O conceito foi desenvolvido pela primeira vez por John D. Lawson em um artigo classificado de 1955 que foi desclassificado e publicado em 1957. Como formulado originalmente, o critério de Lawson fornece um valor mínimo necessário para o produto da densidade do plasma (elétron) ne e o "tempo de confinamento de energia" {\displaystyle \tau _{E}} que leva à saída de energia líquida.
Análises posteriores sugeriram que uma figura de mérito mais útil é o produto triplo da densidade, tempo de confinamento e temperatura do plasma T. O produto triplo também tem um valor mínimo exigido e o nome "critério de Lawson" pode se referir a esse valor.